# World Series 1911
Le World Series 1911 sono state la ottava edizione della serie di finale della Major League Baseball al meglio delle sette partite tra i campioni della National League (NL) 1911, i New York Giants e quelli della American League (AL), i Philadelphia Athletics. A vincere il loro secondo titolo consecutivo furono gli Athletics per quattro gare a due.
Il terza base di Philadelphia Frank "Home Run" Baker si guadagnò il suo soprannome durante questo evento. Il suo fuoricampo in gara 2 su lancio di Rube Marquard fu quello che diede la vittoria gli Athletics mentre quello in gara 3 su lancio di Christy Mathewson pareggiò la partita nel nono inning, dopo di che gli Athletics vinsero nell'undicesimo. Baker concluse la serie con 9 su 24, guidando tutti i battitori con una media battuta di. 375.

## Sommario
Philadelphia ha vinto la serie, 4-2.

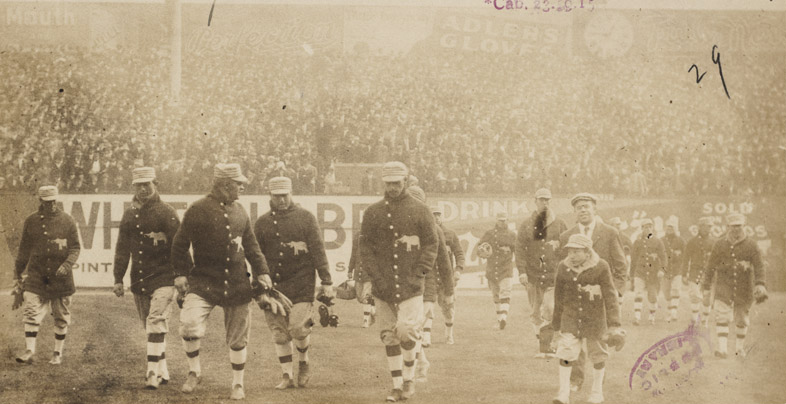
I giocatori di Philadelphia a Shibe Park durante le World Series 1911

| Gara | Data       | Punteggio                                                   | Stadio       | Tempo | Pubblico |
| ---- | ---------- | ----------------------------------------------------------- | ------------ | ----- | -------- |
| 1    | 14 ottobre | Philadelphia Athletics – 1, New York Giants – 2             | Polo Grounds | 2:12  | 38.281   |
| 2    | 16 ottobre | New York Giants – 1, Philadelphia Athletics – 3             | Shibe Park   | 1:52  | 26.286   |
| 3    | 17 ottobre | Philadelphia Athletics – 3, New York Giants – 2 (11 inning) | Polo Grounds | 2:25  | 37.216   |
| 4    | 24 ottobre | New York Giants – 2, Philadelphia Athletics – 4             | Shibe Park   | 1:49  | 24.355   |
| 5    | 25 ottobre | Philadelphia Athletics – 3, New York Giants – 4 (10 inning) | Polo Grounds | 2:33  | 33.228   |
| 6    | 26 ottobre | New York Giants – 2, Philadelphia Athletics – 13            | Shibe Park   | 2:12  | 20.485   |

## Hall of Famer coinvolti
- Umpire: Bill Klem, Tommy Connolly
- Athletics: Connie Mack (man.), Frank Baker, Chief Bender, Eddie Collins, Eddie Plank
- Giants: John McGraw (man.), Rube Marquard, Christy Mathewson